# ウィリアム・バーンズ・ウォーレン
ウィリアム・バーンズ・ウォーレン （William Barnes Wollen、1857年10月6日 - 1936年3月28日）は、イギリスの画家、イラストレーターである。

## 概要
ウィリアム・バーンズ・ウォーレンは、1857年10月6日、ザクセン王国（のちのドイツ）ライプツィヒに生まれた。イギリスに移り、1871年からユニヴァーシティ・カレッジ・ロンドンで学び、同時にスレード美術学校でも学んだ。1879年から1922年の間、ロイヤル・アカデミー・オブ・アーツの展覧会やイギリス水彩画協会の展覧会に出展した。王立水彩画家協会(Royal Institute of Painters in Water Coloursの会員に1888年に選ばれた。
1900年に絵入り新聞の「The Sphere」の依頼で第二次ボーア戦争の取材のため南アフリカに派遣され、この時の経験から何点かの作品を描いた。
戦闘シーンや歴史的な場面、スポーツイベントの絵を多く描いた。1936年3月28日、ロンドンで死去した。享年78歳だった。

## 作品

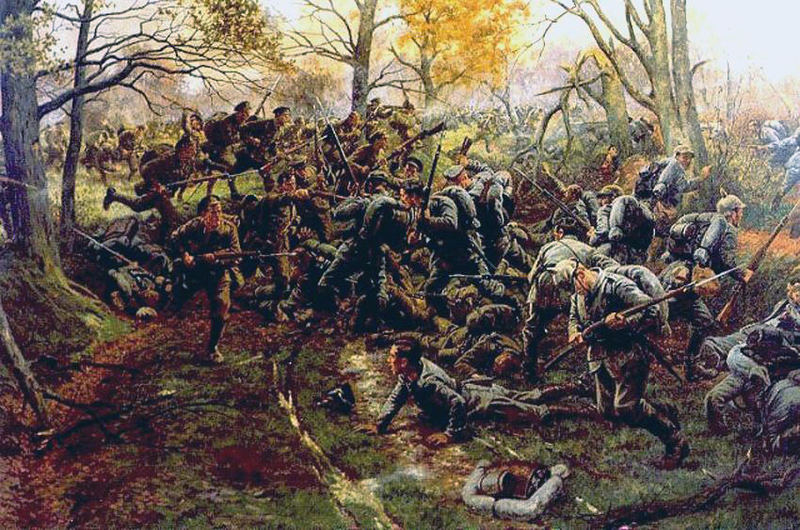
第一次世界大戦のイーペルの戦い
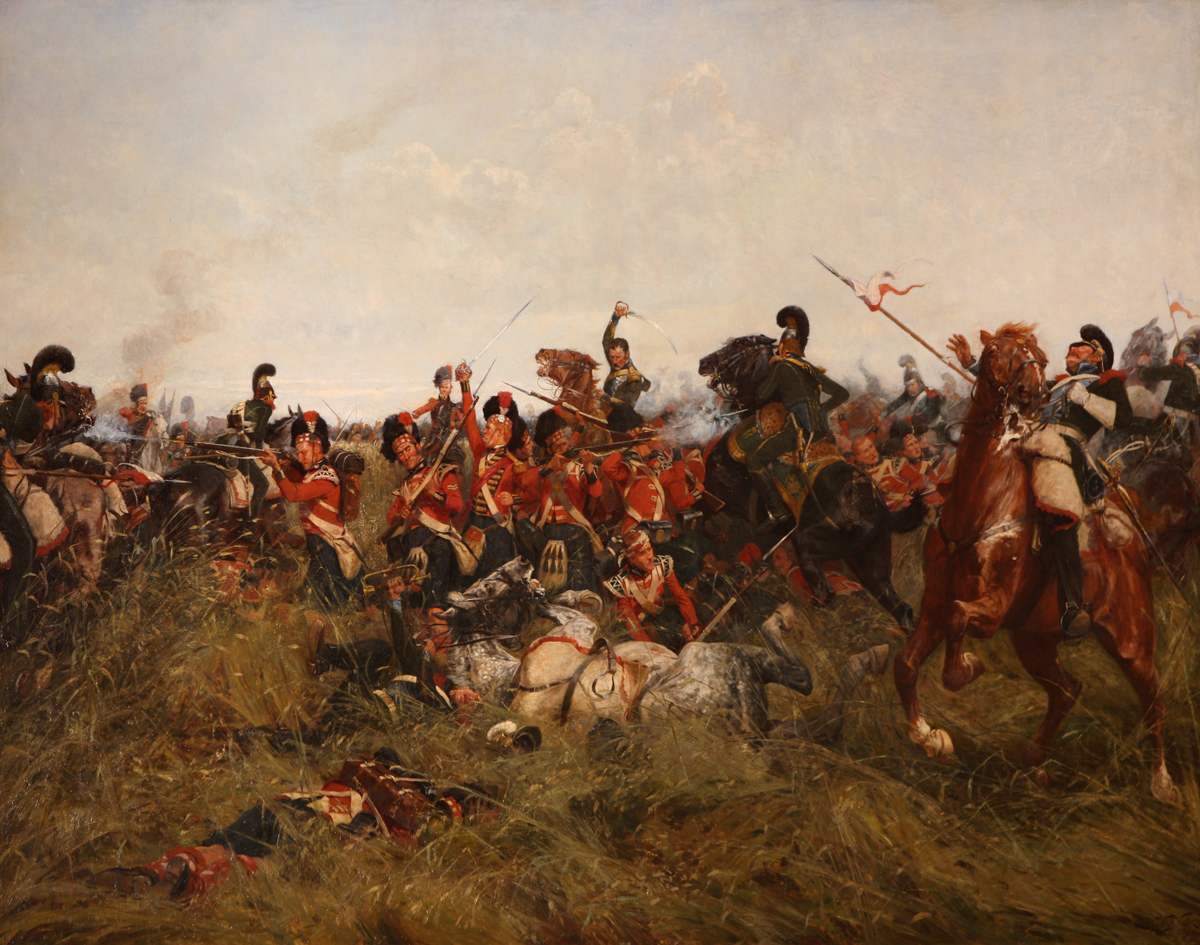
ナポレオン戦争のカトル・ブラ（窮地のブラックウォッチ）』
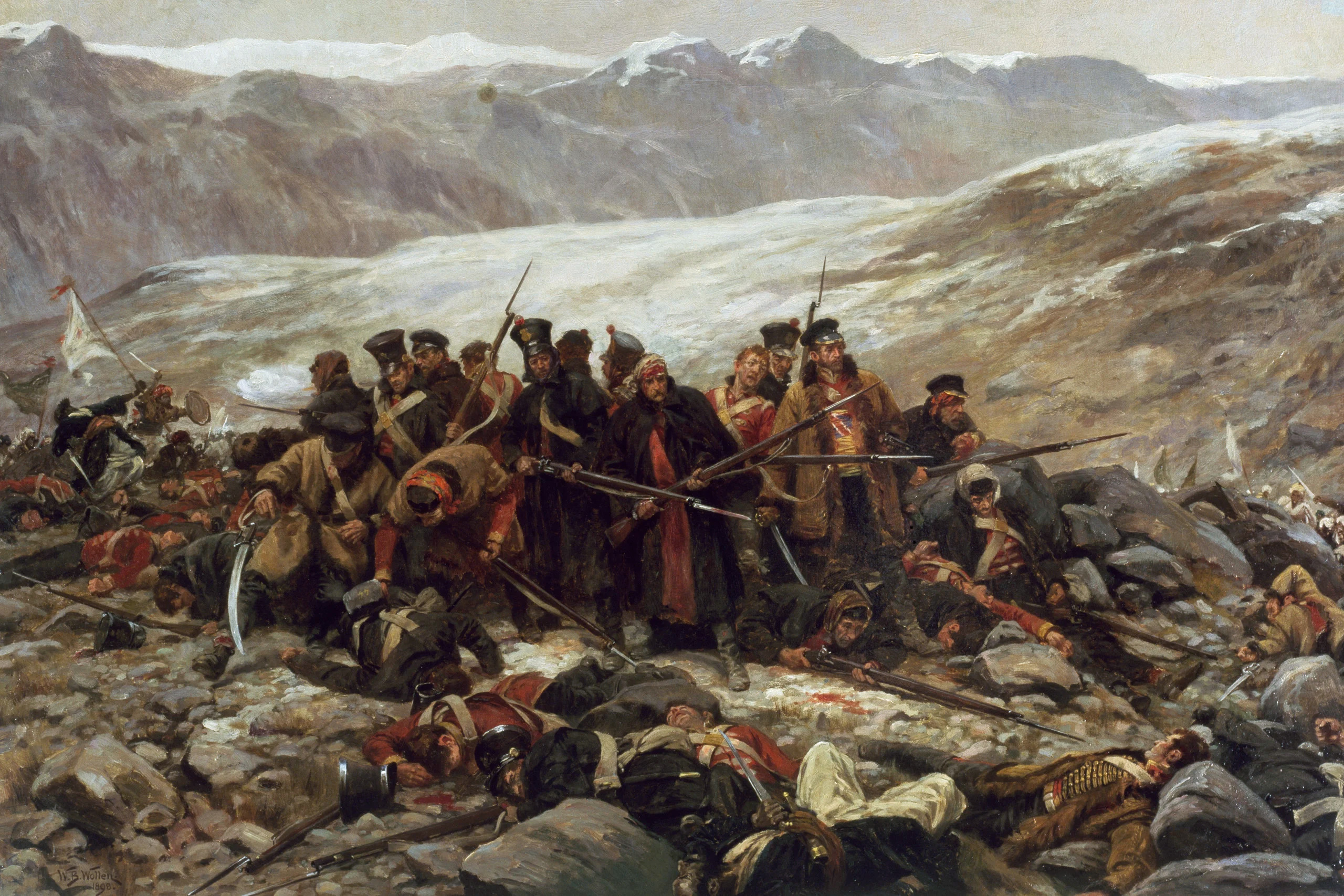
アフガン戦争で最後の攻撃を受ける英軍の生き残り。
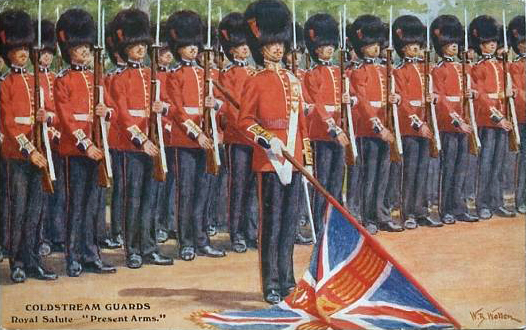